# アルタクセルクセス2世
アルタクセルクセス2世ムネモン（ペルシア語: اردشیر（アルダシール）、古代ペルシア語: 𐎠𐎼𐎫𐎧𐏁𐏂 Artaxšaçāʰ、アルタフシャサ、アルタクシャサ、メディア語: アルタクシャスラ、紀元前430年頃 - 359/358年）は、アケメネス朝ペルシア王（在位：紀元前404年 - 358年）である。アルタクセルクセスの表記はギリシア語形によるものであり、彼の治世はアケメネス朝の諸王の中では最長である。その治世は戦乱に見舞われたものであったが、デロス同盟などにより傷つけられていた帝国の威信を回復することに成功した。 

## 来歴

### 骨肉の争い
生年は不明で、即位前の本名も伝わっていない。プルタルコスの『対比列伝』によれば、即位前の名前はアルサケスであったというが、これは古代ペルシア語人名アルタクシャサの中世パルティア語形アルシャクをギリシア語形にしたもので彼の即位名そのものである。一方コロポンの歴史家ディノンは、本名はオアルセスであったと記している。父はペルシア王ダレイオス2世であるが、アルタクセルクセスが生まれた当時はまだ王に即位していなかった。ダレイオス2世が即位した後、母パリュサティスは弟キュロスを産んだ。キュロス以外にも異母兄弟が多くいたといわれるが、クニドスの歴史家クテシアスは、パリュサティスだけでもダレイオスの子供を13人産んだと伝えている。
プルタルコスによれば、利発で野心家の弟キュロスに対し、アルタクセルクセスはおとなしく穏やかな性格だったという。両親の希望でスタテイラ（ヒュダルネスの娘）と結婚したが、間もなくスタテイラの兄弟はダレイオス2世の勘気に触れて処刑された。ダレイオス2世はスタテイラをも処刑しようとしたが、アルタクセルクセスは母パリュサティスを説得してスタテイラを救った。紀元前405/404年にダレイオス2世が死の床に就くと、パリュサティスは溺愛する弟のキュロスを後継の王に推し、その根拠としてアルタクセルクセスが生まれた時はまだダレイオス2世は王ではなかったと主張した。しかしダレイオス2世はこの主張を退け、長子のアルタクセルクセスを次代の王に指名し、キュロスはサルディス太守に留められた。紀元前404年にダレイオス2世が死ぬと、アルタクセルクセスはパサルガダエで即位した。これを不満とするキュロスは兄の暗殺を計画するが、ティッサフェルネスの密告で露見した。しかし母パリュサティスによる擁護でキュロスは赦された。
紀元前404年、長らく反乱が続いていたエジプトが王国から離反。さらに翌401年、サルディスにあった弟キュロスはギリシア人傭兵を多数集め、兄を倒し王たらんとして反乱を起こし、さらにペロポネソス戦争でキュロスの支援を受けていたスパルタは反乱への支援を約束した。その年の秋、クナクサの戦いで兄弟は激突し、大王はほとんど敗北しかけたものの、功を焦って突出したキュロスが戦死し、アルタクセルクセス2世の王位は守られた。しかしキュロスが率いていたギリシア傭兵1万はみすみす取り逃がしてしまった（ギリシア傭兵の帰路の記録がクセノフォンの『アナバシス』である）。

### 大王の平和
キュロスに従っていたイオニア諸都市はペルシアに反旗を翻し、それに介入してスパルタの将軍ティブロン、デルキュリダス、続いてスパルタ王アゲシラオス2世が小アジアに侵攻し、小アジアの太守たちを相手に優勢に戦った。しかしギリシア本土でコリントス戦争が勃発したため、アゲシラオス2世は本国に呼び戻され、軍事的成功にもかかわらず撤退せざるを得なくなった。
アルタクセルクセス2世はギリシアの政局にも深く関わった。コリントス戦争ではスパルタに対抗してアテナイおよびテーバイら反スパルタ同盟側と同盟した。この戦争はスパルタ優位に進んだものの、ペルシア王国による圧力の前に紀元前387年にサルディスで和平条約を結ばざるを得なくなった。「大王の和約」（スパルタの交渉代表アンタルキダスが活躍したため「アンタルキダスの和約」とも呼ばれる）と呼ばれるこの和平条約では、全てのギリシアのポリスは独立し、小アジアやキプロスにおけるペルシアの主権・覇権が確認され、ペルシアに有利な内容であった。一方スパルタは和平の守護者としてギリシアにおける覇権と威信を得るも、間もなくテーバイに代わられることになる。

### 晩年
積年の問題であったギリシアとの関係を安定させたアルタクセルクセス2世は、もう一つの問題であるエジプトに対処した。紀元前375年頃、キリキア太守ダタメスをエジプト征伐の総大将に任命したが、ダタメスが自身の権勢を拡大することに疑念を抱いてこれを解任した。代わってファルナバゾスとアテナイ人イフィクラテスがエジプト討伐に出陣したが、ギリシアの援兵も得たエジプト側の激しい抵抗にあい、遠征は失敗に終わった。その間東方ではカドゥシオイ人の反乱が起き、アルタクセルクセスが親征した。
紀元前370年には西方でダタメスが「サトラップ大反乱」と呼ばれる反乱を起こした。従来この反乱でペルシアの支配体制は大きく揺らいだものと考えられてきたが、最近の研究ではそのような大反乱が起きた痕跡は見られないという。アケメネス朝は各地のサトラップに大きな権限を与えており、例えばカリア太守マウソロスはほとんど独立状態であったが、このような状態がアテナイやテーバイから見ればペルシア帝国の支配体制が揺らいだと映り、自己のギリシア内での勢力伸張に有利に働いたことに影響された歴史解釈とされる。
アルタクセルクセス2世は後継者にダレイオスを指名していたが、これに不満を持った別の息子オコスは兄ダレイオスとアリアスペスを殺害した。老齢のため無力だったアルタクセルクセス2世はこれを黙認し、紀元前359年のアルタクセルクセス2世の死後、オコスが王位を継ぎアルタクセルクセス3世を名乗った。

## 史料・宗教

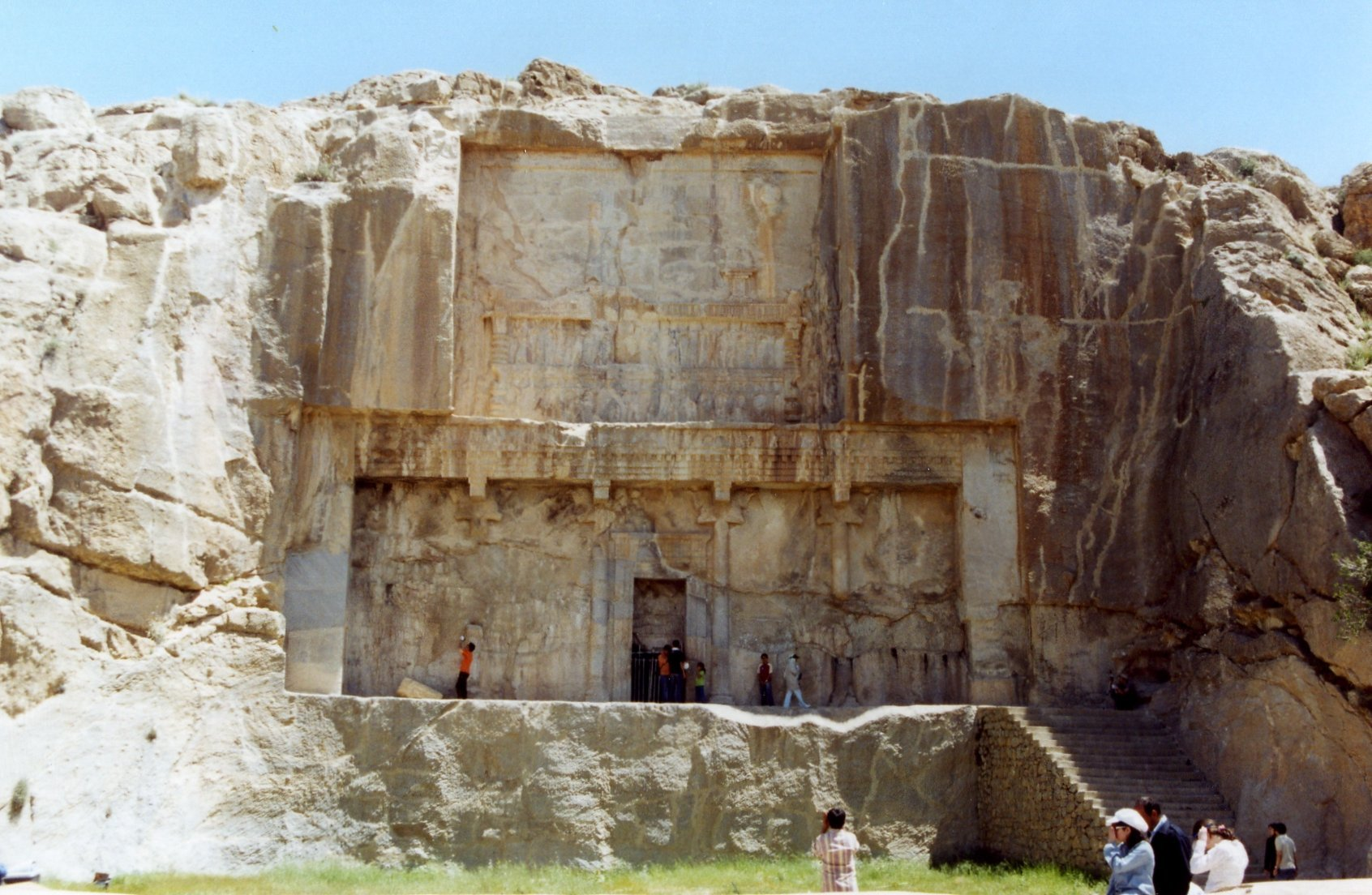
ペルセポリスに残るアルタクセルクセス2世の墓所

ギリシアの歴史家の書物ではアルタクセルクセス2世は無力・柔弱な人物として描かれており、「ペルシアの堕落」の象徴的人物として記憶されている。ペルシア戦争の当事者であるクセルクセス1世と並んでギリシャ文献での言及が多い。同時代史料として小キュロスの反乱の当事者であるクセノポンによる『アナバシス』、『ギリシア史』（『ヘレニカ』とも）、アルタクセルクセスの侍医を17年間にわたって勤めたギリシア人医師のクテシアスによる『ペルシカ』がある。その他バビロンで発掘された粘土板文書、プルタルコスの『対比列伝』や旧約聖書のエズラ記にも登場するが、対照的にペルシア本国でのアルタクセルクセス2世についての記録はきわめて希薄である。   
アルタクセルクセス2世はスーサに王宮を築くなど、祖先のダレイオス1世に並んで建築熱心な王で、彼の残した碑文もスーサやハマダーンにかなり残存している。これらの碑文の文章はダレイオス1世時代の代名詞や名詞の曲用が崩壊して、当時の古代ペルシア語がかなり中世ペルシア語に向かって変化してきていることを窺わせている。その墓所はダレイオス1世以後の墓所だったナクシェ・ロスタムではなく、その前のカンビュセス2世と同じくペルセポリスに設けられた。宗教的には、以前の王がアフラ・マズダーへの帰依のみを主張していたのに対し、アナーヒターやミスラへの信仰を許していた。一例としてアルタクセルクセス2世がスーサに立てた碑文において、ダレイオス1世が造営したアーパダーナがアルタクセルクセス1世の代に焼失したものを再建したものが、アフラ・マズダーのみならずアナーヒータとミスラの御意によると記している。

## 名前
アルタクセルクセス（ラテン文字表記：Artaxerxēs）は、古代ペルシア語によるペルシア王名のギリシア語形で、三人のアケメネス朝ペルシア王の名として知られる。古代ペルシア語の原形はアルタクシャサ（ラテン文字表記：Arta-xšassa-：名詞幹のみの形）で、「天則に属する国の持ち主」を意味する。ギリシア語表記からアケメネス朝ペルシア王名のクセルクセス（原形はクシャヤールシャンで、「壮士、男子を支配する者」を意味する）に接頭辞をつけた派生形の人名と誤解されやすい。

## 文献
- Carsten Binder: Plutarchs Vita des Artaxerxes. Ein historischer Kommentar. Berlin 2008.
- Pierre Briant: From Cyrus to Alexander: A History of the Persian Empire. Winona Lake 2002, S. 612ff.
- Josef Wiesehöfer: Das antike Persien. Von 550 v. Chr. bis 650 n. Chr. Aktual. Neuauflage, Düsseldorf 2005.
- 伊藤義教 『古代ペルシア』 （岩波書店 1974年）